# Jacksonia sikkimensis
Jacksonia sikkimensis är en insektsart. Jacksonia sikkimensis ingår i släktet Jacksonia och familjen långrörsbladlöss. Inga underarter finns listade i Catalogue of Life.